# Diabetes insipidus
A diabetes insipidus (más néven húgyár) egy öröklött vagy szerzett anyagcserebetegség, melyre olthatatlan szomjúságérzés (polydipsia) és nagy mennyiségű, gyakori – az átlagnál alacsonyabb fajsúlyú – vizeletürítés (poliuria) jellemző. Két kiváltó oka lehet: a vazopresszin (antidiuretikus hormon; ADH) hiánya (centrális diabetes insipidus) vagy a vízvisszaszívásért felelős membráncsatornák hibás működése (renális diabetes insipidus).

## Centrális diabetes insipidus
Ennek a formának a kiváltó oka az ADH hiánya vagy nem elegendő mennyiségben történő termelése. A hormon a hipotalamuszban termelődik, a hipofízis hátsó lebenyében raktározódik és a vesék disztális tubulusain és gyűjtőcsatornáin található receptorokon hat. A hatása vízvisszatartó (orvosi nyelven antidiuretikus), azaz a vesék vizet szívnak vissza a kiválasztott vizeletből és a vizelet koncentrálódik. Amennyiben az ADH hiányzik, a vesék nem képesek a víz visszatartására és megnövekedik a kiválasztott víz (és ennek következtében a vizelet) mennyisége. A beteg a megnövekedett vízkiválasztást nagy mennyiségű folyadékpótlással próbálja kiegyensúlyozni.
Az esetek kb. 1/3-ában az ADH-hiányt örökletes betegség vagy az ADH-termelő sejtek elleni autoimmun betegség keltette antitestek okozzák. Az esetek 2/3-ában a kiváltó ok a hipofízis környezetében kialakuló daganat vagy különböző agyat érintő traumák, sebészi beavatkozások.

## Renális diabetes insipidus
A diabetes insipidus e ritka formájában a károsodás a vesékben (latinul: ren) van. A vesék az ADH normális jelenléte ellenére nem képesek a vizelet koncentrálására és a víz visszaszívására. Ennek oka lehet V2-receptort kódoló gén vagy a receptorhoz kapcsolt Gs-fehérje hibája. Egyes esetekben az Aquaporin-2-t kódoló gén kóros és a keletkező fehérje nem működik vízcsatornaként.

## Tünetek
A betegség mindkét formájában a vesék nagy mennyiségben választanak ki vizet. Amennyiben a kiválasztott vizet nem pótolják folyadék felvételével, a vér nátriumkoncentrációja megnövekszik (hipernatriémia) és hipertóniás dehidráció (kiszáradás) alakul ki.

## Kezelés
ADH hiánya esetén (centrális diabetes insipidus) szintetikusan előállított ADH-t kell naponta orrspray formájában a szervezetbe juttatni. Az ADH az orrnyálkahártyán keresztül felszívódik és a véráramon keresztül a vesékhez kerül. 
A renális formában a kezelés nehezebb, hiszen a hormon nem pótolható. Ebben az esetben a folyadék megfelelő pótlását kell biztosítani. A diuretikumok egyik fajtája, a thiazidok is adhatóak, melyek a nátrium ürítése által csökkentik a vérnátrium-koncentráció emelkedését, ezáltal a szomjúságérzést, és így megszakítják az ördögi kört.